# Саткарья-вада
Саткарья-вада (санскр. सत्कार्यवाद, IAST: satkāryavāda, «учение о предсуществовании следствия [в причине]») — теория причинности в индийской философии, согласно которой следствие заключено в причине. Согласно этой модели, следствие не возникает из ничего, а переходит из непроявленного в проявленное состояние.
Саткарья-вада имеет две разновидности, называемые паринама-вада и виварта-вада. Паринама-вада утверждает, что следствие представляет собой реальную трансформацию (паринама) причины. Например, растительное масло появляется в результате выжимки семян, а горшок появляется в результате манипуляций гончара с глиной при помощи его орудий. Такой подход разделяется классической санкхьей, вишишта-адвайтой Рамануджи, мимансой и йогой. Виварта-вада объявляет следствие иллюзорным проявлением (виварта) причины. Это подобно тому, как восприятие верёвки как змеи не означает действительного превращения верёвки в змею. Виварта-вада разделяется махаяной и адвайта-ведантой Шанкары.
В Санкхья-карике Ишваракришна формулирует основное положение саткарья-вады следующим образом (шлока 9):

Ввиду непроизводимости не-сущего, подборки материала, невозникновения всего [из всего], возможности произвести [только] возможное, [наличия] бытия причины [у следствия] следствие [пред]существует.
В. К. Шохин указывает, что Ишваракришна систематизировал доказательства ряда важнейших онтологических теорий путём соположения пяти обоснований саткарья-вады:
1. то, чего нет, нельзя произвести;
2. для получения определённого продукта необходимо заготовить специальный материал;
3. всё не создают из всего;
4. для любой производительной потенции существуют ограничения относительно её «компетентности»;
5. следствие имеет ту же природу, что и его причина.

Саткарья-вада является одной из трёх моделей в индийской философии, которые описывают отношения между причиной и следствием. Её противоположность — асаткарья-вада, согласно которой следствие не содержится в причине. Этой доктрины придерживаются ньяя, вайшешика, хинаяна, материалистические системы и, отчасти, миманса. Третья доктрина известна под названиями садасаткарья-вада и анеканта-вада. Согласно анеканта-ваде, следствие одновременно и существует, и не существует в причине. Это зависит от того, кто и под каким углом зрения рассматривает данную проблему. Анеканта-вада является общепринятой доктриной в джайнизме. К ней близка философия основателя одной из школ мимансы по имени Кумарила-бхатта.